# Vert Dider
Vert Dider (Верт Дайдер — перестановка слогов в имени Дарт Вейдер) — некоммерческий волонтёрский проект, занимающийся переводом на русский язык и озвучиванием научно-популярных видео.

## История
Проект был создан в 2013 году Ильёй Абиловым, который сам занимался озвучиванием первых видеороликов. Студия функционирует в основном за счет волонтёров, которые помогают в развитии. Основной род деятельности — перевод и озвучивание видеороликов научно-популярной тематики.
В группе студии в социальной сети ВКонтакте, которая считается официальной платформой проекта, опубликовано более 1000 переведённых и озвученных на русский язык видео, среди которых ролики научно-образовательных YouTube-каналов, лекции, дебаты и документальные фильмы.
C проектом SciOne у студии есть совместные интервью с Уолтером Левином, Робертом Сапольски, Лоуренсом Крауссом, Ричардом Докинзом, Джеймсом Уотсоном и Дереком Мюллером.
Студия является постоянным информационным партнёром Премии имени Гарри Гудини с момента её основания.

### Лекции
В октябре 2015 года студия взялась за перевод и озвучивание мессенджеровских лекций Нобелевского лауреата по физике Ричарда Фейнмана. Работа была завершена в июле 2017 года, весь курс лекций находится в открытом доступе на русском языке.
В июне 2016 года совместно с JavaRush было начато озвучивание курса по компьютерным технологиям CS50. В апреле 2017 было объявлено, что работа над курсом завершена.
В сентябре 2016 года студия сообщила о начале работы над курсом американского нейроэндокринолога Роберта Сапольски «Биология поведения человека», состоящего из 25 лекций. Работу над курсом закончили спустя немногим больше двух лет, в январе 2019. Все лекции находятся в открытом доступе на русском языке. Студия занимается популяризацией личности Роберта Сапольски в России, кроме перевода лекций, ей удалось взять большое интервью у профессора в 2017 году. При информационной поддержке студии вышли книги «Записки примата: Необычайная жизнь учёного среди павианов» и «Кто мы такие? Гены, наше тело, общество» в издательстве «Альпина нон-фикшн» при содействии Дмитрия Зимина.
В ноябре 2019 года стало известно о начале работы над лекциями курса американского политического философа Майкла Сэндела «Справедливость» (23 декабря вышла 6 лекция курса).

### Сотрудничество с образовательными каналами
Студия получила от ряда крупных научно-образовательных каналов разрешение на перевод и озвучивание их видео. Каналы, которые дали своё согласие:
- Veritasium (с 2015)[20]
- AsapScience (с 2015)[21]
- MinutePhysics (с 2015)[22]
- Fraser Cain (с 2017)[23]

## Награды
- Номинант на премию «За верность науке» Министерства образования и науки Российской Федерации в категории «Лучший интернет-проект о науке» (2015)[24][25].
- Лауреат премии «За верность науке» Министерства образования и науки Российской Федерации в категории «Лучший проект о науке в социальных сетях» (2019)[26][27].